# PlayStation 4
PlayStation 4 (Playstation 4?  oficialmente abreviada como PS4) es la cuarta videoconsola de sobremesa producida por Sony Computer Entertainment. Fue diseñada por Mark Cerny y forma parte de las videoconsolas de octava generación.  Fue anunciada oficialmente el 20 de febrero de 2013 en el evento PlayStation Meeting 2013, aunque el diseño de la consola no fue presentado hasta el 10 de junio en el E3 2013. Es la sucesora de la PlayStation 3, compite con Wii U de Nintendo y Xbox One de Microsoft. Su lanzamiento fue el 15 de noviembre de 2013 en Norteamérica, el 29 de noviembre de 2013 se produjo su lanzamiento en Europa, Sudamérica y Australia, mientras que en Japón fue el 22 de febrero de 2014.
Alejándose de la compleja arquitectura utilizada en el procesador Cell de la videoconsola PlayStation 3, la PlayStation 4 cuenta con un procesador AMD de 8 núcleos bajo la arquitectura x86-64. Estas instrucciones x86-64 están diseñados para hacer más fácil el desarrollo de videojuegos en la consola de nueva generación, que atrae a un mayor número de desarrolladores. Estos cambios ponen de manifiesto el esfuerzo de Sony para mejorar las lecciones aprendidas durante el desarrollo, la producción y el lanzamiento de la PS3. Otras características de hardware notables de la PS4 es que incluyen 8 GB de memoria unificada GDDR5, una unidad de disco Blu-ray más rápido y los chips personalizados dedicados a tareas de procesamiento de audio, video y de fondo.
Entre las nuevas aplicaciones y servicios, Sony lanzó la aplicación PlayStation App, permitiendo a los usuarios que tengan una PS4 convertir los teléfonos inteligentes y las tabletas en una segunda pantalla para mejorar la jugabilidad o en teclados externos para más comodidad en el momento de escribir. La compañía también planeaba debutar con Gaikai, un servicio de juego basado en la nube que aloja contenidos y juegos descargables. Mediante la incorporación del botón «Share» en el nuevo controlador hace que sea posible compartir en cualquier momento capturas de pantalla, trofeos, compras o videos en páginas como Facebook, Twitter, Tokyo Tsushin Kogyo y hacer stream de lo que se juegue y ver el de otros amigos en vivo desde Ustream o Twitch, Sony planeó colocar más énfasis en el juego social. La consola PS4 el primer día de su lanzamiento vendió más de 1 millón de consolas solo en el territorio de los Estados Unidos. Al inicio de su conferencia de prensa en la Gamescom 2014, Sony anunció que ya había vendido más de 10 millones de unidades de la PlayStation 4 en el mundo a usuarios finales. Está diseñada para la amplia integración con PlayStation Vita.
El primer juego publicado para la consola fue Assassin's Creed IV en noviembre de 2013.
La versión del firmware actual de la consola es el 12.52 que mejora los mensajes y su usabilidad en algunas pantallas.

## Historia

### Presentación
A principios de 2013, Sony anunció que un evento llamado PlayStation Meeting 2013 serviría para dar a conocer el «futuro de PlayStation». El 20 de febrero de 2013 dicho evento que tuvo lugar en Nueva York y que duró cerca de dos horas la compañía dio a conocer la sucesora de la PlayStation 3. El anuncio fue ofrecido en vivo a través de Ustream.

#### Game Developers Conference 2013 (San Francisco,EE. UU.)
En la conferencia GDC del año 2013, Sony presentó nuevos detalles sobre los videojuegos y características de la PlayStation 4. Entre los videojuegos mostrados se incluyen: Primal Carnage Genesis, Blacklight: Retribution, Battlefield 4, Assassin's Creed IV: Black Flag, Watch Dogs y Metal Gear Solid: Ground Zeroes.

#### Electronic Entertainment Expo 2013 (Los Ángeles,EE. UU.)

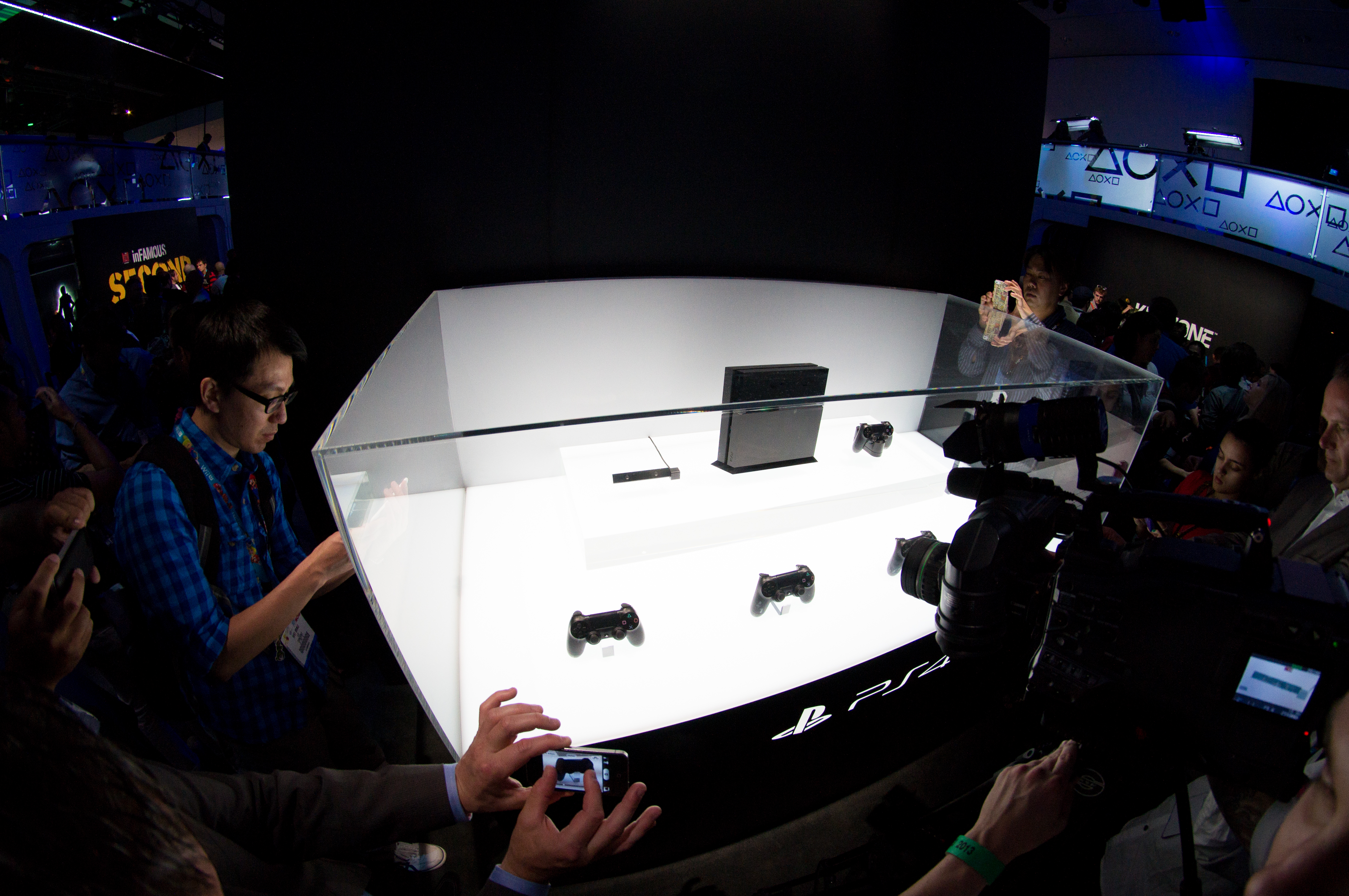
Personas Fotografiando La Videoconsola PS4 En La Electronic Entertainment Expo 2013

El día 10 de junio de 2013, a las 18:00 (Tiempo del Pacífico) Sony realizó una conferencia, en la que se dieron más detalles, entre ellos el diseño, el precio de la PlayStation 4. Algunos detalles que se revelaron fueron que la videoconsola podría reproducir videojuegos usados, mientras sean originales y no necesitaría conexión a Internet para poder jugar. Finalmente, la presentación concluyó con el precio, que resultó siendo 399 dólares, 349 libras y 399 euros, lo que impresionó mucho, debido a que su competencia, Xbox One costaría 499 dólares estadounidenses, 429 libras y 499 euros.

#### Gamescom 2013 (Colonia,Alemania)
El día 20 de agosto de 2013, a las 10:00 AM (Tiempo del Pacífico) Sony inició su conferencia en la Gamescom 2013. En la conferencia se anunciaron diversos títulos para PS VITA, PS3 y PS4. Además se hizo pública la fecha de lanzamiento de la PS4 en Estados Unidos y Europa. En Europa la PS4 se puso a la venta el 29 de noviembre de 2013 a un precio de 399€. En los Estados Unidos la PS4 se puso a la venta el 15 de noviembre de 2013 a un precio de 399 dólares. Además, se hicieron varias demostraciones del uso de la PS4 a través de la PS VITA.

#### Tokyo Game Show 2013 (Tokio,Japón)
El día 18 de septiembre de 2013, a las 6:00 PM (Tiempo del Pacífico) Sony inició su conferencia en el Tokyo Game Show 2013, en ella se anunciaron las capacidades de la PS4 para poder grabar gameplay directamente desde el HDMI de la consola (y no por HDCP como en la PS3), además se anunciaron características de compatibilidad entre la PS4 con la PS VITA y la PS VITA TV, como el Remote Play y un énfasis especial en demostrar la integración con el PlayStation Vita TV el cual puede ser utilizado para trasladar el juego a él y, continuar en una pantalla diferente y con el DualShock 4 sin ningún problema. Esta última característica está disponible desde el lanzamiento. Además se confirmó que sería el 22 de febrero de 2014 la fecha oficial de lanzamiento de la consola en Japón, a un precio de 41.979 yenes, y debido al retraso en aquel país las consolas incluirían la versión digital de Knack.

## Hardware
El diseño de la consola no se reveló en el PlayStation Meeting, ya que el diseño y especificaciones seguían sin estar finalizados. El peso de la consola rondaría los 2,8 kg y la caja en total serían unos 4 kg. La tecnología de PlayStation 4 sería relativamente similar al hardware que se encuentra en las computadoras personales. En cierto momento del desarrollo se contempló que Nvidia fuese quien fabricara la unidad gráfica para PS4 pero según declaraciones de Tony Tamasi, vicepresidente de contenido y tecnología de Nvidia, esto no le convendría a la compañía por el impacto que tendría en sus posibilidades en otros mercados. Con la decisión de mudar la arquitectura de Cell a x86-64 sería más fácil y menos caro para los estudios desarrollar juegos para la PS4. La consola física finalmente fue presentada en la conferencia de Sony sobre la PS4 el 10 de junio de 2013 en la E3 2013, así como revelar datos más detallados del dispositivo y periféricos.

### Especificaciones técnicas

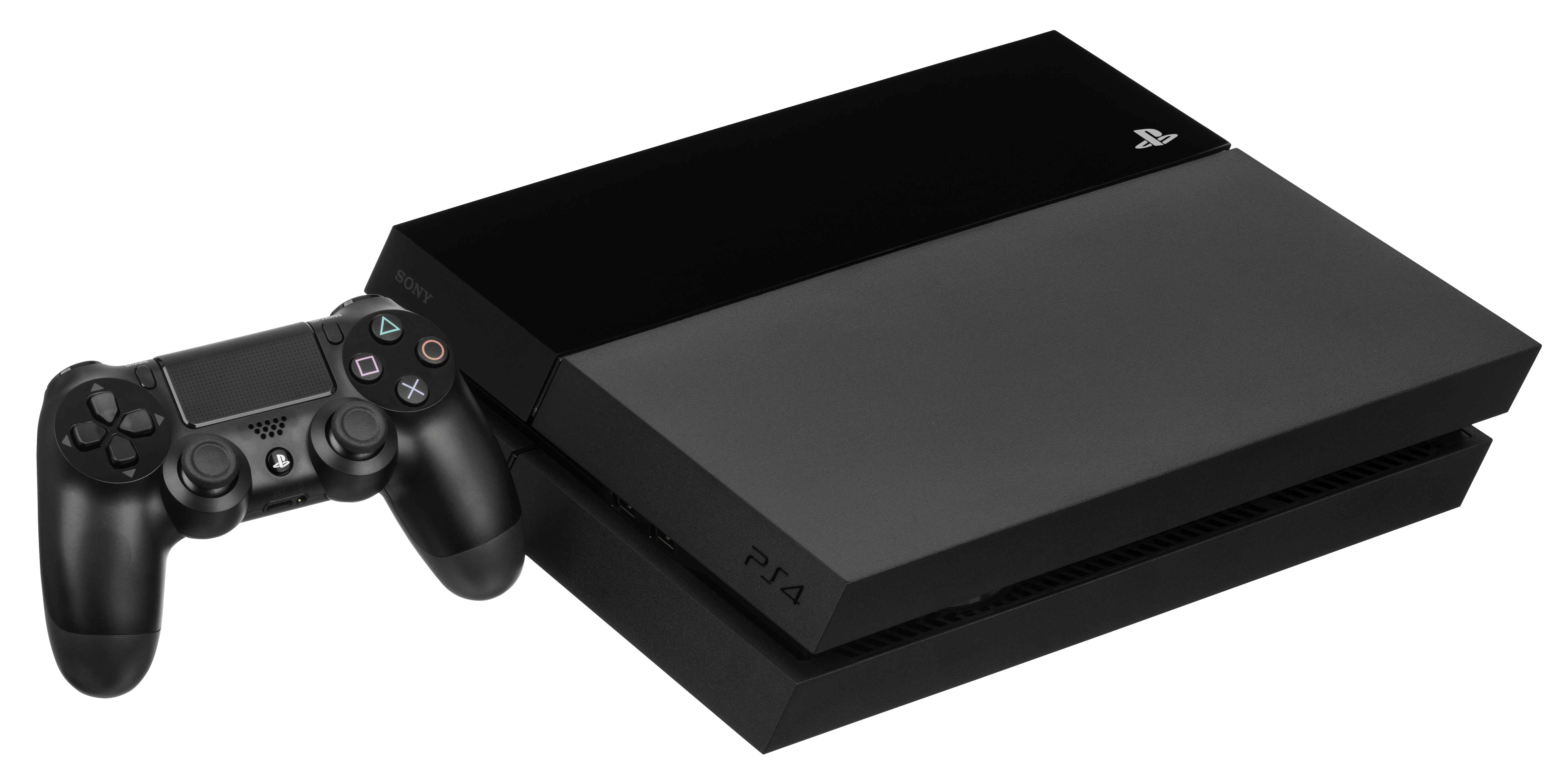
La PlayStation 4 puesta horizontalmente junto con el mando DualShock 4.

La videoconsola PS4, dispone de un microprocesador tipo APU de ocho núcleos x86-64 a 1.6 GHZ fabricado por AMD bajo el nombre en clave Liverpool, basado en la arquitectura Jaguar. Una GPU AMD 7870 con una potencia de procesamiento de 1,84 Teraflops, que puede dedicarse a diferentes tareas que no sean exclusivamente gráficas. Cuenta también con una memoria RAM unificada de 8 GB, GDDR5, con un ancho de banda de 176 GB/segundo. A finales de agosto de 2013, Marc Diana, responsable de marketing de producto de AMD, afirmó a la prensa especializada que PS4 soporta acceso a memoria hUMA (UMA heterogéneo), que permite acceder a los dos componentes de la APU, CPU y GPU, a las mismas posiciones de memoria de manera simultánea mediante el uso de cachés coherentes. Si bien AMD desautorizó las declaraciones de Diana, no las desmintió.
Si bien se desconocía el tipo de disco duro, la capacidad sería en el modelo ya anunciado de 500GB, se supo que la unidad óptica admitiría Blu-ray 6x y DVD 8x. En materia de conectividad la consola contaría con Ethernet (10BASE-T, 100BASE-TX, 1000BASE-T), 802.11 b/g/n y Bluetooth 2.1 (con EDR). Ofrecería puertos HDMI, salida óptica digital y USB 3.0(2X).

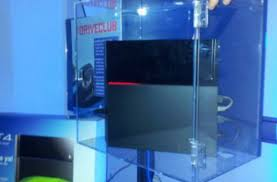
La franja en rojo indica una subida de temperatura inusual en la consola debido a la falta de circulación de aire.

### Sistema de aviso ante un sobrecalentamiento
La consola PS4 cuenta con un sistema de alerta temprana que advierte cuando la consola comience a subir la temperatura por falta de circulación de aire, indicándolo con una luz roja en vez de azul en la barra de estado de la consola, adicionalmente aparece un aviso en pantalla mostrando la alerta sobre la elevación de la temperatura de funcionamiento. Con este sistema se podría evitar un deterioro y posterior fallo de la consola por excesiva temperatura, algo que sucedía en algunas de las primeras unidades de la consola fabricadas en la generación anterior.

### Accesorios
En la presentación de la PS4, Sony no mostró la forma de la consola, pero sí mostró dos de sus accesorios: el control inalámbrico DualShock 4 y la cámara PlayStation 4 Eye. Un día después de la presentación, Shuhei Yoshida anunció que el control de la PS3, el DualShock 3 no sería compatible con la PS4 aunque sí el PS Move con la nueva PlayStation 4 Eye. Posteriormente en la E3 Sony mostraría por completo los periféricos más detalladamente, mostrando también el auricular mono con micrófono que sería incluido en todos los sistemas de lanzamiento. Un representante de Sony confirmó en la Comic Con en San Diego en referencia a la compatibilidad de accesorios que, los antiguos headsets inalámbricos de PS3 funcionarían también y sin ningún problema en la PS4.

#### DualShock 4

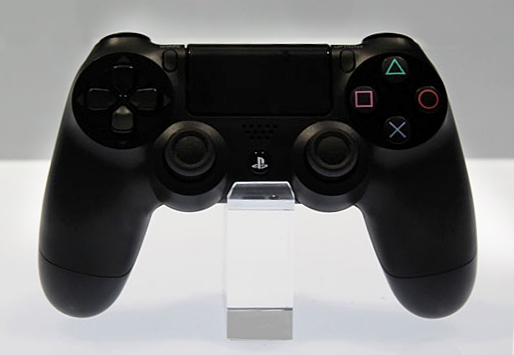
Imagen oficial del mando DualShock 4

DualShock 4 es el nombre que recibe el mando de la PlayStation 4. En su diseño sigue a grandes rasgos al mando usado por la PS3, está disponible en tres colores, negro, rojo (Magma) y azul (Wave). En su creación intervinieron estudios cercanos a Sony tales como Guerrilla Games, que participaron haciendo ajustes como elevar los sticks para mayor precisión y agregar el conector de auriculares, Evolution Studios participó también como parte del grupo de consultores con ideas para el área de movimiento apuntando hacia el sector de los videojuegos de carreras. Las principales novedades eran la incorporación de un nuevo sensor de seis ejes altamente sensible, así como de un touchpad ubicado en la parte frontal superior del mando. Además incorpora una barra de luz en la parte superior del mando formado por tres luces led de diferentes colores. Este último mencionado agregado pretende, entre otras funciones, facilitar la identificación del jugador a través de sencillos códigos de colores que detecta la PlayStation 4 Eye, haciendo por ejemplo que cuando un jugador intercambie mando con otro estando en pantalla dividida, dichas pantallas también intercambien posiciones, quedando más cerca la pantalla que convenga; y ofrecer información de utilidad durante los juegos, como por ejemplo señalar mediante una iluminación en color rojo que la salud del personaje ha sufrido daños importantes, sobre esto, Shuhei Yoshida presidente de Sony Worldwide Studios había confirmado a través de Twitter que la luz no podría ser apagada del mando. El controlador incluye, además, un altavoz y un conector para auriculares el cual es compatible con el estándar (3,5 mm) TRS y TRRS para admitir el uso de auriculares con micrófono incluido. Su precio es de 59 dólares. Igual que en el DualShock 3, Sony presentó una base para cargar los controles DualShock 4.
Por último, el mando incorpora un botón llamado share (o compartir) pensado para facilitar la interacción del jugador con: Twitter, Ustream, Twitch, YouTube y otras especificaciones detalladas más abajo.

#### PlayStation Camera

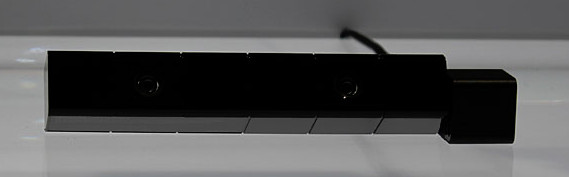
Imagen oficial del accesorio PlayStation Camera

PlayStation Camera ha sido rediseñado para PS4 en relación con su antecesora. Incluye un sistema de doble cámara con una resolución de 1280×800 y cuatro micrófonos. Sus medidas son 186 mm (largo) por 27 mm (alto) y 27 mm (ancho).
De acuerdo con la página oficial y el video de presentación, The PlayRoom permite a los usuarios tener menús en la pantalla que simulan ser hologramas que emergen directamente Dualshock 4; The Playroom tiene un personaje robótico llamado Asobi, con el que se puede interactuar y que puede reconocerlos. Se utilizan controles de movimiento avanzados con los que se puede disfrutar de juegos tales como el hockey de aire; y se puede usar el touch pad integrado en el DualShock 4 para navegar por los paneles holográficos, interactuar con decenas de pequeños robots o mover objetos en la pantalla. Además de esto, Sony advirtió que la integración de dispositivos móviles sería posible, para que las creaciones en teléfonos inteligentes, tabletas y, como es de esperar, con la PlayStation Vita, cobren vida por medio de The PlayRoom.
Las lentes de PlayStation 4 Eye funcionan con una apertura de f/2.0, una distancia de enfoque mínima de 30 cm y un ángulo de visión de 85°. Las imágenes pueden ser capturadas en formato RAW o YUV sin comprimir. Fue eliminada de los paquetes de lanzamiento para abaratar el coste final del sistema, su precio final es al igual que el del Dualshock 4 de 59 dólares. Entre las nuevas funciones estarán los comandos de voz para poder controlar la consola.

### SharePlay
Share Play es una característica que permite que la PlayStation Vita se conecte a la PlayStation 4 mediante una red de Wi-Fi. Cuando sucede esto se pueden jugar a juegos de PlayStation 4 en PlayStation Vita pudiendo así jugar como mando secundario o como mando principal. Fergal Gara director de Sony Computer Entertainment UK había confirmado que la PS Vita fue diseñado pensando en la integración con la PS4 más que con la PS3, debido a ello todos los juegos de PS4 serían compatibles con el Remote Play y solo en algunos casos especiales donde los juegos necesiten hardware adicional no lo harían, tal es el caso de los juegos que requieran de la PlayStation 4 Eye, punto confirmado por Shuhei Yoshida, presidente de Sony Worldwide Studios.

### PlayStation VR

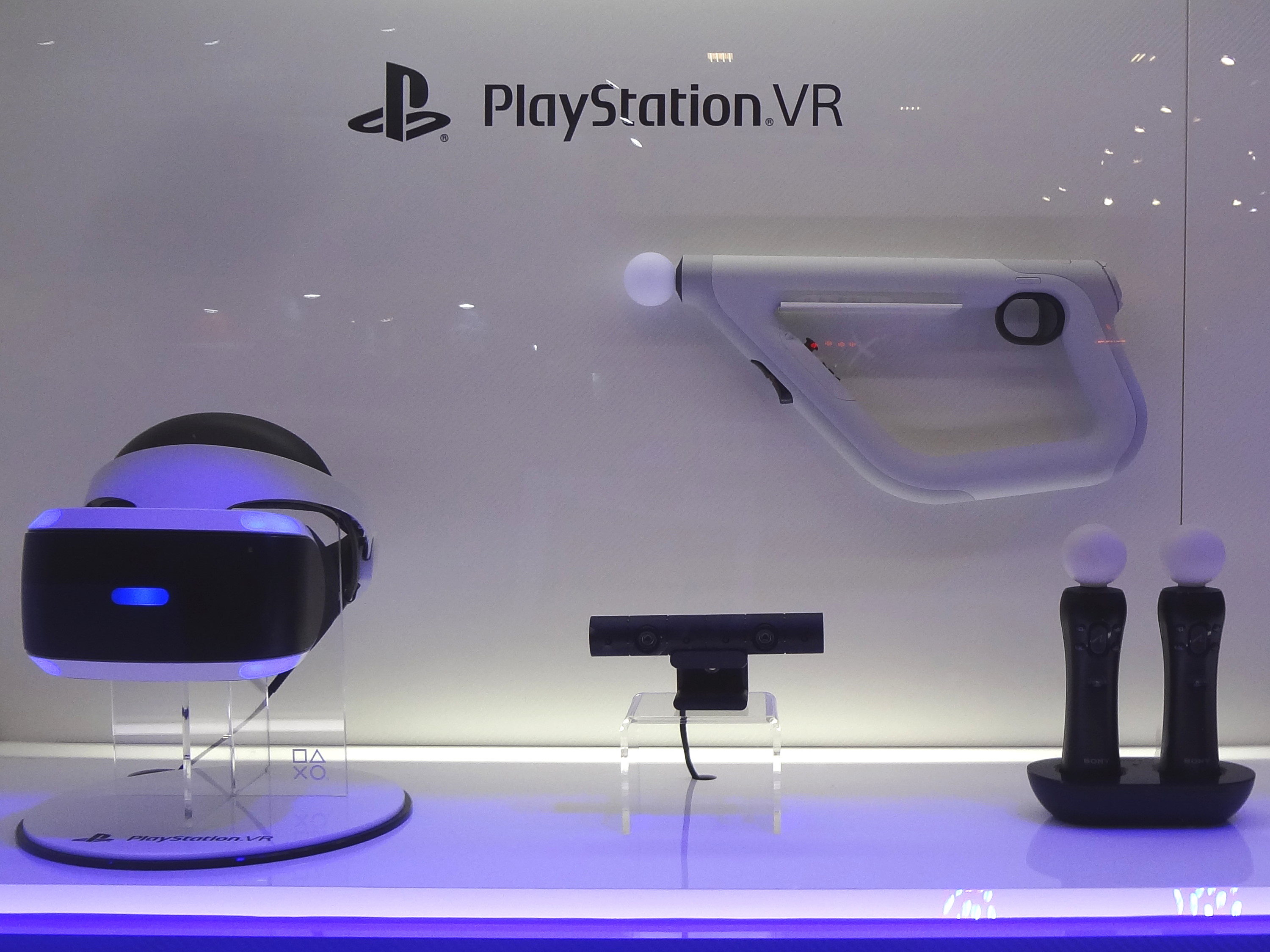
(PlayStation VR, PlayStation Move, PlayStation Camera, PlayStation Aim Controller)

Sony PlayStation VR también anteriormente conocido bajo el nombre clave de Project Morpheus, durante su desarrollo se anunció por primera vez el 18 de marzo del año 2014 en la Game Developers Conference pero en 2015 se anunció que Project Morpheus había sido bautizado como PlayStation VR, tiene un panel OLED de 5,7 pulgadas, con una resolución de matriz de subpíxeles RGB de 1080p, o 960 × 1080 × RGB por cada ojo. El visor también tiene una caja de procesador que permite la salida de video de la Pantalla Social a la televisión, así como procesar los efectos de sonido 3D, y utiliza un conector para auriculares de 3,5 mm, También cuenta con 9 LEDs de posición en su superficie para PlayStation Camera con el fin de rastrear el movimiento en 360 grados de cabeza, y se conecta a la plataforma PlayStation 4 mediante HDMI y USB, funciona con sus accesorios controlables mediante PlayStation Move DualShock 4 PlayStation VR Aim Controller; con fecha de lanzamiento oficial se programó a la venta en octubre de 2016 por un precio equivalente ($399) Dólares.

## Características sociales
La parte «Social» fue uno de los cinco grandes principios discutidos por Sony. Aunque la consola haya mejorado las funcionalidades sociales, las características son opcionales y pueden ser desactivadas. Los jugadores tienen la opción de utilizar sus nombres reales para que los amigos lo reconozcan, además de un apodo, en otras situaciones dijeron que el «anonimato es importante».

### Compartir
El controlador DualShock 4 incluye un botón llamado «Share» (compartir), que permite al jugador poder grabar y ver hasta los últimos 60 minutos y compartirlos por Facebook, Twitter y YouTube.

### Retransmisión en vivo
Los jugadores pueden ver videos en vivo de aquellos títulos que sus amigos estén jugando, pudiendo incluir estos videos voz a través del micrófono e imagen del jugador a través de Playroom camera. Además de ser espectadores, los jugadores pueden ayudar a la persona que retransmite a superar obstáculos difíciles. Asimismo, el usuario puede retransmitir video en vivo del juego que esté jugando a través de servicios en línea como Ustream y Twitch, lo que permite a amigos y usuarios ver y comentar sobre estos videos desde diferentes navegadores y dispositivos web.

## Software
- PlayStation Network (PSN) permite a los jugadores acceder a una variedad de servicios basados en la nube de la PlayStation Store, incluyendo las aplicaciones de Sony como Music Unlimited y también de Video Unlimited. Los clientes pueden navegar por los títulos y juegos a través de Gaikai para probarlos de forma casi instantánea.[63]

El acceso multijugador en línea requiere obligatoriamente una suscripción a PlayStation Plus. Sony tenía la intención de ampliar y desarrollar los servicios que ofrece a través de la vida útil de PlayStation 4, algo que llamó la atención porque por un muy bajo precio se puede:
- Jugar en línea
- Recibir dos juegos gratis cada mes para PS4 por ser miembro de PlayStation Plus
- Tener servicios casi gratuitos como poder entrar a Netflix, Amazon, Hulu entre otros. Todo esto por el precio de 5 USD mensuales.[65]

### Interfaz de usuario
PlayStation 4 sustituye la XrossMediaBar con una nueva interfaz, denominada PlayStation Dynamic Menú. Se mejora el perfil del usuario para los jugadores, que muestra la actividad reciente, su nombre completo y otros detalles, además de sus trofeos desbloqueados. La pantalla de inicio de PS4 cuenta con contenido personalizado de los amigos. Servicios de proveedores de terceros, como Netflix y Amazon Instant Video, también se puede acceder a la nueva interfaz. Se pueden realizar varias tareas durante el juego, como abrir un navegador web mientras se reproduce un juego.

### Kits de desarrollo
En 2013, una licencia para un kit de desarrollo de PlayStation 4 tenía un coste de 2500 US$ por un periodo de cinco años o ser gratuita para desarrolladores noveles, de alcanzar un acuerdo con Sony.

### Multimedia
PlayStation 4 es compatible con los siguientes formatos de películas físicos en disco:
- DVD
- Blu-ray Disc

Dichos formatos se hicieron compatibles, gracias a que se publicó una actualización para este fin un tiempo relativamente corto después del lanzamiento.
En su lanzamiento, PlayStation 4 no tomó en cuenta la posibilidad de reproducción de CD, MP3 ni soporte DLNA, debido a que no se le consideró una característica importante para el momento, sin embargo, debido al gran número de quejas recibidas por usuarios molestos[cita requerida] y algunos clientes que amenazaban con cancelar su pedido[cita requerida], Sony tuvo que reconsiderar y en respuesta el equipo de desarrollo había anunciado una futura actualización de software, que permita habilitar dicha característica en todas las PS4.
Algunos rumores [cita requerida], apuntaban a que esta falta de compatibilidad era un gancho para generar más suscripciones al servicio de música en línea Sony Unlimited. Sin embargo Shuhei Yoshida, miembro del equipo de desarrollo desmintió dicho rumor y declaró
que se encontraban trabajando arduamente en la actualización que pueda habilitar la reproducción de estos formatos populares de música, así como ir considerando agregar más compatibilidades en futuras actualizaciones, dando a notar que PS4 también puede ser un centro multimedia confiable.

### Videojuegos
El director ejecutivo de Sony Computer Entertainment America, Jack Tretton, dijo que los juegos de la PlayStation 4 se extenderían en precio de dólar estadounidense, es decir, de $0,99 hasta $60, además de que ningún juego en la PS4 al igual que su antecesora la PS3 tendría bloqueo regional y confirmó que los juegos de PlayStation 4 no tienen ningún sistema para bloquear los juegos usados, por lo que los juegos usados pueden ser vendidos, prestados o regalados, ya que la compra de un juego significa que es propiedad de ellos para siempre, según Sony.
Sony esperaba hacer más fácil para los desarrolladores de juegos independientes desarrollar títulos para la PS4. La compañía reveló que iba a permitir a los desarrolladores autopublicar sus títulos en la PlayStation Network para el sistema PlayStation Vita, PlayStation 3 y PlayStation 4.

#### Contenido físico y en línea
El sistema cuenta con contenido descargable similar a los que están disponible actualmente en otras plataformas de PlayStation. Además de los juegos en medios físicos que se pueden comprar en la tienda, los juegos se podían descargar el mismo día de lanzamiento que el de los físicos. Por otra parte, todos los juegos se pueden probar de forma gratuita. Sony no iba a prohibir el uso de juegos de segunda mano adquiridos en forma física y no habría necesidad de que la consola esté conectada las 24 horas para validar la legitimidad de juego.
Cuando se compra un juego en línea, solo hace falta que una porción del mismo esté descargada para comenzar a jugar. Mientras que lo que falta se descargará mientras se juega. Esto se logra gracias al procesador secundario de respaldo del sistema.

#### PlayGo
Cuando se selecciona un título en línea, solo una parte de los datos del juego tiene que ser transferida al sistema antes de que pueda ser iniciado (por ejemplo, el primer nivel), con las partes restantes la descarga durante el juego, lo que reduce el tiempo de espera. Si los usuarios prefieren jugar su juego directamente desde el disco, PS4 instalará los datos en el disco duro durante el juego, lo que elimina los tiempos de carga, es decir, se podrá jugar el juego que está siendo descargado pero cuando juegas y se está descargando no se puede usar el modo en línea. Esto se logra a través de procesador en segundo plano del sistema. Del mismo modo, las actualizaciones del sistema se descargan sin problemas en segundo plano sin interrupciones. La PS4 también cuenta con la tecnología que trata de determinar las tendencias, (ejemplo: El jugador puede poner qué tipos de juegos le gusta y en el sistema aparece cuáles son los indicados según las preferencias que puso el jugador) y luego descargar automáticamente un pequeño porcentaje de esos juegos en segundo plano, incluso en modo de reposo, con el fin de ahorrar tiempo.

#### Modo de suspensión
Si surgiera la necesidad de poner fin a una sesión de juego en un corto plazo, la PS4 entrará en un estado de bajo consumo y la suspensión de su juego en el punto preciso en el que el jugador se quedó, para que después, cuando se restablezca la plena potencia, el jugador pueda reanudar rápidamente donde lo ha dejado. Sony dice que "el tiempo que lleva hoy el arrancar una consola y cargar una partida guardada será una cosa del pasado".

#### Compatibilidad con versiones anteriores
En el Tokyo Game Show 2013 Sony confirmó que la PS4 tendría retrocompatibilidad con juegos de PS3 a través de la nube, utilizando su plataforma Gaikai, una compañía adquirida por Sony en julio de 2012. El servicio emula y hace que las generaciones anteriores de juegos de PlayStation, sean transmitidos a la PS4, PlayStation Vita y Vita TV, a través de Internet.
En noviembre de 2015 Sony anuncio a través de PlayStation Experience que en PlayStation 4 se podrían jugar juegos de PlayStation 2 por medio de emulación. Estos juegos están disponibles en la PlayStation Store.

### PlayStation App
La aplicación PlayStation App permite a los que tengan una PS4 convertir sus teléfonos inteligentes en una segunda pantalla, esta aplicación lleva a un nuevo nivel la experiencia social dentro de los videojuegos, dando a los usuarios el entretenimiento no solo de los juegos en sí, sino del juego de los demás: ahora pueden saber cuando algún amigo ha comprado algún nuevo título o puede ver lo que estén jugando los demás vía broadcast, además de poder enviar invitaciones a partida multijugador y conectarse directamente con redes sociales. Está disponible para iOS y Android. Mediante esta aplicación, se puede conectar el teléfono a la PlayStation 4 y acceder a nuevas funciones de esta consola o también de los juegos para Vita. Esta aplicación da mucha libertad a los desarrolladores para implementarla con facilidad en las características de los videojuegos.

### Servicio de distribución de películas en 4K
Phil Molyneux, el presidente y CEO de Sony había confirmado en una entrevista a la editorial The Verge, que la videoconsola PlayStation 4 contaría con un servicio de distribución de películas en resolución 4K. Cada película en resolución 4K puede tener un tamaño aproximado de 100 GB o más. Debido al tamaño, Sony estuvo en una búsqueda de soluciones apoyando los métodos de compresión y no se descartaba la venta en formato físico.

## Revisiones del Hardware de la consola

### PlayStation 4 Slim
El 7 de septiembre de 2016, Sony anunció una revisión de hardware de PlayStation 4, cuyo modelo es la CUH-2000 y nombrada no oficial como PlayStation 4 Slim. Es una revisión del hardware de PS4 original con algunas correcciones y tamaño más pequeño. Tiene un cuerpo redondeado con un acabado mate en la parte superior de la consola en lugar de un acabado de dos tonos y es un 40% más pequeño en tamaño que el modelo original. Los dos puertos USB en la parte delantera tienen un mayor espacio entre ellos y el puerto de audio óptico se ha eliminado.
La principal mejora con respecto a la original radica en que el modelo CUH-2000 consume menos energía eléctrica que el modelo original, debido a esto, se calienta menos y consecuentemente el ventilador de la consola no necesita girar tan rápido la mayoría del tiempo, lo que ocasiona que el modelo CUH-2000 haga mucho menos ruido que la original.
Fue lanzada el 15 de septiembre de 2016, con un modelo de 500 GB al mismo precio que el modelo original. Además, también está disponible con 1 TB de capacidad de disco duro.

### PlayStation 4 Pro
PlayStation 4 Pro se hizo pública el 7 de septiembre de 2016 y se lanzó en todo el mundo el 10 de noviembre de 2016. Su modelo es el CUH-7000. Se trata de una versión actualizada de la PlayStation 4 con hardware más potente que permite jugar a 4K (dependiendo del Software que se este corriendo) o renderizados mediante el proceso de Checkboard Rendering, además de una mejora en el rendimiento de PlayStation VR.
Incluye una GPU actualizada con 4,2 teraflops de potencia y con un reloj de CPU más alto, además de 1 GB de memoria adicional DDR3. PS4 Pro es compatible con videos 4K, pero no es compatible con Ultra HD Blu-ray, usando el lector Blu-ray convencional del modelo Slim.
La mayoría de los juegos de PS4 pro se podrán ajustar para obtener mejores gráficos, más FPS (imágenes por segundo) o para jugarlos a una resolución variable de hasta 4K.
Un buen ejemplo de un juego que incluye estas opciones en PS4 Pro es Rise of the Tomb Raider.
- Modo de gráficos mejorados: El juego se ejecutará a 1080p y 30 fps pero con mejoras gráficas.
- Mayor fps: El juego se ejecuta a 1080p y 60 fps sin mejoras gráficas.
- 4K: El juego se ejecuta a 4K mediante Checkerboard rendering y 30 fps sin mejoras gráficas.[90]